# Acid 2,3-dimercapto-1-propanesulfonic
Axit 2,3-Dimercapto-1-propanesulfonic (viết tắt DMPS) và muối natri của nó (được gọi là Unithiol) là tác nhân chelat hóa tạo thành phức chất với nhiều kim loại nặng khác nhau. Chúng có liên quan đến dimercaprol, một tác nhân chelat hóa khác.
Việc tổng hợp DMPS được báo cáo lần đầu tiên vào năm 1956 bởi VE Petrunkin. Tác dụng của DMPS đối với ngộ độc kim loại nặng, bao gồm cả polonium -210, đã được nghiên cứu trong những năm tiếp theo. DMPS đã được tìm thấy có một số tác dụng bảo vệ, kéo dài thời gian sống sót.